# Catégorie reine
 (avril 2017).
Si vous disposez d'ouvrages ou d'articles de référence ou si vous connaissez des sites web de qualité traitant du thème abordé ici, merci de compléter l'article en donnant les références utiles à sa vérifiabilité et en les liant à la section « Notes et références ».
Albums de Magyd Cherfi
Pas en vivant avec son chien
(2007) Le propre des ratures
(2024)
Singles
1. Tu
Sortie : 18 février 2016
2. Ayo
Sortie : 6 février 2017
3. Les gens tristes
Sortie : 24 mars 2017

Catégorie reine est le troisième album solo de Magyd Cherfi, paru fin mars 2017.

## Parution
"Tu", le premier titre extrait de l'album est paru en février 2016 soit un an plus tôt que l'album.

## Titres de l'album
Les douze pistes de cet album sont :
1. Les filles d'en face 4:14
2. Inch'allah peut-être 4:00
3. Tu 3:54
4. Les gens tristes (feat. Olivia Ruiz) 3:57
5. Carnages 2:49
6. Ayo 4:24
7. Rue des hyènes 3:44
8. La rengaine 3:39
9. Pleurer sa mère 4:07
10. Catégorie Reine 3:54
11. En ce temps-là 4:40
12. On part 3:43